# Samuel Sienieński
Samuel Sienieński herbu Dębno – podkomorzy sanocki w latach 1619-1647, chorąży sanocki w latach 1618-1619.
Poseł województwa ruskiego na sejm 1620 roku.